# Friedrich Brandt (Abt)
Friedrich Brandt (geboren im 16. oder 17. Jahrhundert in Kyllburg; gestorben 27. Juni 1654 in Großlittgen) war ein deutscher Zisterzienser-Abt des Klosters Himmerod.

## Leben
Nach der Ablegung der Profess in Himmerod am 23. Mai 1628 wurde er 1640 Subprior und 1644 Prior. Nach dem durch Krankheit bedingten Rücktritt des Vorgängerabts Matthias Glabus wurde Friedrich Brandt am 19. September 1647 zum 43. Abt des Klosters Himmerod gewählt. Die Bestätigung durch das Erzbistum Trier folgte am 12. Oktober 1647, die Benediktion erteilte ihm Weihbischof Otto von Senheim am 16. Januar 1648.
Die anfängliche Amtszeit Brandt’s war geprägt von einer bestehenden Verschuldung des Klosters in Höhe von 2.000 Gulden. Vergrößert wurde die Not noch durch plünderte Truppen, die Himmerod in den Jahren 1649 und 1650 heimsuchten, sodass sich der Schuldenberg noch um weitere 6.000 Reichstaler erhöhte. Um die finanzielle Last zu verringern wurden 10 Konventualen bis zum Jahr 1653 in anderen Klöstern untergebracht.
Friedrich Brandt starb am 27. Juni 1654, seine letzte Ruhestätte fand er im Kapitelsaal. Sein Nachfolger wurde Johann Post.